# Vitrey
Vitrey is een gemeente in het Franse departement Meurthe-et-Moselle (regio Grand Est) en telt 171 inwoners (1999). De plaats maakt deel uit van het arrondissement Nancy.

## Geografie
De oppervlakte van Vitrey bedraagt 11,2 km², de bevolkingsdichtheid is 15,3 inwoners per km².
De onderstaande kaart toont de ligging van Vitrey met de belangrijkste infrastructuur en aangrenzende gemeenten.

## Demografie
De figuur toont het verloop van het inwonertal (bron: INSEE-tellingen).